# Sewanee (Tennessee)
Sewanee è un Census-designated place degli Stati Uniti d'America appartenente alla Contea di Franklin nello Stato del Tennessee; secondo il censimento del 2000 Sewanee aveva una popolazione di 2 361 abitanti, fra i quali circa 1500 studenti universitari.

## Geografia fisica

### Territorio
Il territorio di Sewanee in un territorio montuoso del Tennessee centrale appartenente all'Altopiano del Cumberland (in inglese: Cumberland Plateau), la porzione sudoccidentale della catena dei monti Appalachi. Il territorio attribuito a Seewanee dal United States Census Bureau è di appena 12 km², gran parte dei quali di proprietà dell'Università del Sud. Gli edifici dell'università sono circondati da una riserva naturale con scorci suggestivi fra i quali un famoso arco roccioso naturale.

## Cultura
Sewanee è nota per ospitare, fin dal 1857, The University of the South (l'Università del Sud) della Chiesa episcopale, chiamata comunemente per l'appunto "Sewanee". Sewanee è anche sede della Saint Andrews-Sewanee School, una scuola superiore episcopale preparatoria all'Università del Sud
A Sewanee viene pubblicato ininterrottamente dal 1892 The Sewanee Review, una autorevole rivista letteraria.
Di recente a Sewanee è stata inaugurata la Templeton Library, una biblioteca destinata a contenere, oltre che libri, documenti d'archivio riguardanti l'attività di Sir John Templeton (1912–2008), il finanziere naturalizzato inglese che era nato a Sewanee.